# Typhloiulus psilonotus
Typhloiulus psilonotus är en mångfotingart som först beskrevs av Robert Latzel 1884.  Typhloiulus psilonotus ingår i släktet Typhloiulus och familjen kejsardubbelfotingar. Inga underarter finns listade i Catalogue of Life.